# NGC 2175
NGC 2175 ist die Bezeichnung für einen offenen Sternhaufen mit Gasnebel im nordöstlichen Gebiet des Sternbild Orion. NGC 2175 hat einen Winkeldurchmesser von 18 Bogenminuten und eine Helligkeit von 6,8 mag. Das Objekt wurde wahrscheinlich bereits von Giovanni Battista Hodierna vor 1654 beobachtet, dies ist jedoch nicht gesichert. Deshalb gilt der deutsche Astronom Karl Christian Bruhns als Entdecker, welcher das Objekt im Jahr 1857 beobachtete.